# Palak Muchhal

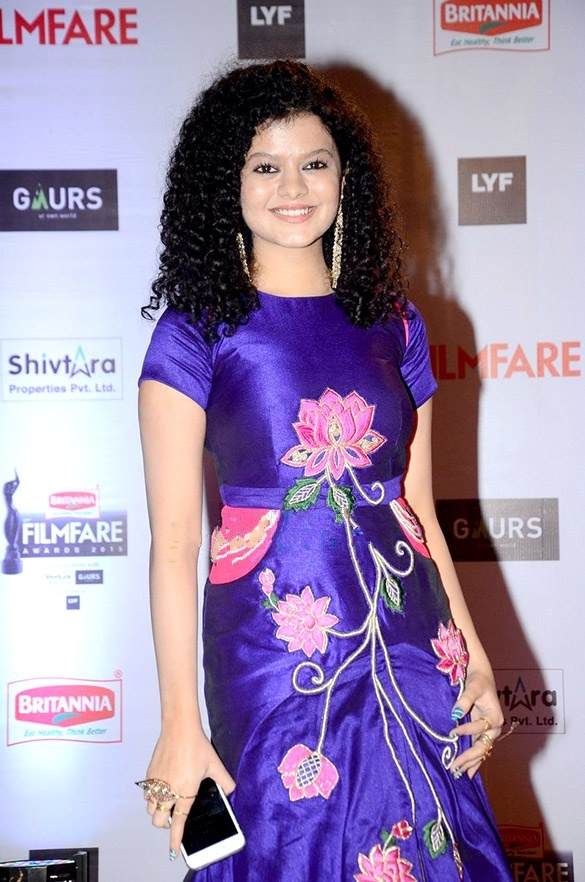
Palak Muchhal in 2016

Palak Muchhal (Ratlam, 30 maart 1992) is een Indiaas zangeres. Zij en haar jongere broer Palash Muchhal treden op in heel India, maar ook in het buitenland, om geld in te zamelen voor arme kinderen die financiële hulp nodig hebben voor de medische behandeling van hartaandoeningen. Muchhal wordt zowel in het Guinness Book of World Records als in het Limca Book of World Records geprezen voor geweldige prestaties op het gebied van maatschappelijk werk. Haar werk wordt ook erkend door de regering van India en andere openbare instellingen: zo ontving Muchhal verschillende prijzen en onderscheidingen. Naast haar liefdadigsheidsproject, treedt Muchhal ook op als playbacksinger voor Bollywoodfilms. Ze heeft haar stem laten horen in Hindi-talige films, zoals Ek Tha Tiger (2012), Aashiqui 2 (2013), Kick (2014) en Action Jackson (2014), Prem Ratan Dhan Payo (2015), M.S. Dhoni: The Untold Story (2016), Kaabil (2017), Baaghi 2 (2018) en Pal Pal Dil Ke Paas (2019).